# The Sick, the Dying… and the Dead!
A The Sick, the Dying… and the Dead! Megadeth tizenhatodik stúdióalbuma, amely 2022. szeptember 2-án jelent meg a frontember Dave Mustaine Tradecraft kiadójánál a Universalon keresztül. Ez az első Megadeth-album, amelyen Dirk Verbeuren dobos szerepel, és az első stúdióalbumuk hat év, a Dystopia (2016) óta, ami a leghosszabb különbséget jelenti a két stúdióalbum között a banda karrierje során. Az album producerei Mustaine és Chris Rakestraw.
2019-ben kezdték meg az album munkálatait, de számos késéssel kellett szembenézniük, mivel Mustaine-nél ugyanabban az évben torokrákot diagnosztizáltak a 2020-as Covid19-világjárvány mellett. 2021-ben David Ellefson hosszú távú basszusgitárost szexuális visszaélés vádja miatt elbocsátották a Megadethtől. Basszus szólamait eltávolították az albumról, és Steve DiGiorgio, a Testament basszusgitárosa vette fel újra.
A The Sick, the Dying… and the Dead! nagyrészt pozitív kritikákat kapott, a kritikusok szerint az album a Dystopia által meghatározott pályát folytatta. A 3. helyen debütált az amerikai Billboard 200-on. A vezető kislemezt, a We'll Be Backet jelölték a legjobb metálelőadás kategóriában a 65. éves Grammy-díjátadón.

## Háttér és gyártás
Több mint két évbe telt, amíg a felvételek.2019 májusa és 2021 vége között zajlottak, ami a Megadethnek eddig a leghosszabb ideig tartott egy album felvételéhez. Az album megjelenését többször is elhalasztották. Eredetileg 2019-ben akarták megjelentetni a végső megjelenés előtt, 2022 szeptemberében. 2019. május 10-én a Megadeth a Tennessee állambeli Franklinben lépett stúdióba Chris Rakestraw társproducerrel, hogy megkezdje az album előgyártását. Júniusban a zenekar bejelentette, hogy lemondják a közelgő fellépéseket, mivel Mustaine-nél torokrákot diagnosztizáltak. Mustaine betegsége ellenére a banda megfogadta, hogy folytatja a munkát az albumon.
A banda 2020 közepén lépett be újra a nashville-i stúdióba, hogy újra felvegye új albumát, amelyet egyelőre 2021-re terveztek. 2021. január 9-én Mustaine bejelentette az album címét: The Sick, the Dying... and the Dead! , de jelezte, hogy a cím változhat.
Egy 2022 eleji kiadást töröltek a bakelitnyomtatással és -terjesztéssel kapcsolatos problémák miatt. Az album megjelenését később tovább halasztották, 2022 szeptemberére.

## Ellefson elbocsátása
2021. május 10-én szexuális tartalmú videókat tettek közzé a Twitteren, amiben David Ellefson szerepelt. A videókat állítólag egy rajongó rögzítette, akivel Ellefson levelezett. Ellefson ezt követően felvette a kapcsolatot a hatóságokkal, hogy bosszúpornó vádjával vádat emeljen a videók kiszivárogtatásáért felelős fél ellen, és bizonyítékokat mutatott be a rendőrségnek a vádakkal kapcsolatban. Május 24-én a Megadeth közleményt adott ki, amelyben bejelentette, hogy Ellefson már nem tagja a zenekarnak, mondván, hogy a botrány megzavarta kapcsolatukat, és lehetetlenné tette a közös munkát. A már felvett basszus szólamait ezt követően eltávolították az albumról, és Steve DiGiorgio újra felvette, míg a korábbi basszusgitáros, James LoMenzo ismét csatlakozott a zenekarhoz Ellefson helyére.

## Dalok
A Night Stalkersben Ice-T rapper énekel. A Killing Time Mustaine egykori barátnőjére összpontosít. Az albumról megjelent első klip a Life in Hell címet viselte. Mustaine szerint a Dogs of Chernobyl nem az ukrajnai háborúról szól, hanem "szerelmes dal". Az album elkészítése előtt Mustaine-nél torokrákot diagnosztizáltak. Az album különböző kiadásaiban két feldolgozás szerepel: Sammy Hagar This Planet's on Fire és Dead Kennedys Police Truck című dala.

## Kiadás
2022 decemberéig hat kislemez jelent meg az albumról. Az első, a We'll Be Back június 23-án jelent meg streamingszolgáltatásokon keresztül, a Night Stalkers pedig július 22-én. A harmadik kiadott kislemez a Soldier On! volt augusztus 12-én.

## Kritikus fogadtatás
A The Sick, the Dying… and the Dead! kedvező értékeléseket kapott, és 78/100-as Metacritic-értékeléssel rendelkezik. Dom Lawson, a Blabbermouth.net 10-ből 9 pontra értékelte az albumot, és ezt írta: „Ez azt jelenti, hogy Dave Mustaine jól tudja, milyen halálos a Megadeth, 2022 körül.

## Számlista
Az összes szöveget Dave Mustaine írta, kivéve a Dogs of Chernobyl című dalt, amelyet Mustaine és Tony Cmelak írt.
| Szám | Cím                                    | Hosszúság |
| ---- | -------------------------------------- | --------- |
| 1    | "The Sick, the Dying... and the Dead!" | 5:04      |
| 2    | "Life in Hell"                         | 4:12      |
| 3    | "Night Stalkers"                       | 6:38      |
| 4    | "Dogs of Chernobyl"                    | 6:14      |
| 5    | "Sacrifice"                            | 4:08      |
| 6    | "Junkie"                               | 3:39      |
| 7    | "Psychopathy"                          | 1:20      |
| 8    | "Killing Time"                         | 5:13      |
| 9    | "Soldier On!"                          | 4:54      |
| 10   | "Célebutante"                          | 3:51      |
| 11   | "Mission to Mars"                      | 5:24      |
| 12   | "We'll Be Back"                        | 4:29      |

Az album teljes hossza 55 perc és 10 másodperc.